# Tissemsilt
Tissemsilt là một đô thị thuộc tỉnh Tissemsilt, Algérie. Dân số thời điểm năm 2002 là 61.155 người.